# Amtsgericht Lütjenburg
Das Amtsgericht Lütjenburg war ein deutsches Amtsgericht mit Sitz in Lütjenburg.

## Geschichte
Mit der Annexion Schleswig-Holsteins wurden 1867 in der nunmehr preußischen Provinz fünf Kreisgerichte und das übergeordnete Appellationsgericht Kiel eingerichtet. Als Eingangsgerichte wurden Amtsgerichte geschaffen, darunter das Amtsgericht Lütjenburg als eines von 16 Amtsgerichten des Kreisgerichts Kiel. Den Gerichtssprengel bildete die Stadt Lütjenburg, die adligen Güter Futterkamp, Klethkamp mit Grünhaus und Rüchel, Helmstorf, Panker, Klamp, Hohenfelde, Schmoel, Neuhaus, Neudorf, Waterneverstorf und das Stadtstiftsdorf Kaköhl. Mit dem Inkrafttreten des deutschen Gerichtsverfassungsgesetzes am 1. Oktober 1879 wurden reichsweit einheitlich Amts-, Land- und Oberlandesgerichte geschaffen. Das Amtsgericht Lütjenburg blieb bestehen und war nun dem Landgericht Kiel nachgeordnet. Sein Gerichtsbezirk umfasste daraufhin aus dem Kreis Plön den Stadtbezirk Lütjenburg, den Gemeindebezirk Kaköhl und die Gutsbezirke Futterkamp, Grünhaus, Helmstorf, Hohenfelde, Klamp, Kletkamp, Lammershagen, Neuhaus, Neudorf, Panker, Schmoel und Waterneverstorf. Am Gericht bestand 1880 eine Richterstelle. Das Amtsgericht war damit ein kleines Amtsgericht im Landgerichtsbezirk.
Im Jahre 1978 wurde das Amtsgericht Lütjenburg aufgehoben, und das Amtsgericht Plön übernahm seine Aufgaben.